# Водяні черв'яги
Водяні черв'яги (Typhlonectidae) — родина земноводних ряду Безногі земноводні. Має 5 родів та 13 видів.

## Опис
Загальна довжина представників родини коливається від 14 до 75 см. Вони характеризуються відсутністю лусочок в шкірі, більш-менш стислим з боків тілом і диском-присоскою навколо клоаки. Наділені трахеями та легенями. Присутні лише первинні кільця, відсутні вторинні кільця, на спині складки шкіри утворюють щось на кшталт плавника. Забарвлення оливково-коричневого або чорного кольору.

## Спосіб життя
Ведуть водний або напівводний спосіб життя. Звідси походить назва цієї родини. Риють нори у ґрунті неподалік від водойм або на дні річок чи озер. Живляться водними безхребетними.
Це живородні земноводні. У личинок наружні зябри представлені у формі пластинок.

## Розповсюдження
Мешкають у басейнах південноамериканських річок Магдалена, Ла Плата, Ориноко, Амазонка, а також в озері Маракайбо.

## Роди
- Atretochoana
- Chthonerpeton
- Nectocaecilia
- Potamotyphlus
- Typhlonectes